# San Juan de Santa Bárbara
San Juan est un district du canton de Santa Bárbara, dans la province Heredia au nord du Costa Rica. Le district se compose de deux quartiers principaux: San Juan Arriba (Haut de San Juan) et San Juan Abajo (Bas de San Juan),,.

## Histoire
Comme le reste du canton, avant l'arrivée des colons espagnols, Santa Bárbara était à l'origine occupée par les Huetares (en), une tribu indigène. Le roi Huetare, Cacique Garabito, a dominé la région. Lorsque les Espagnols sont arrivés, ils appelaient à l'origine la région Churruca ou Surruco. Heredia, Barva et Alajuela, trois villes voisines, ont été peuplées et installées à la fin des années 1700. Au fur et à mesure que le commerce augmentait entre les trois villes, le canton s’est développé.
En 1836, un Anglais du nom de John Hale vendit sa terre aux habitants de l'actuel San Juan. La terre a été achetée grâce aux bénéfices de la canne à sucre qui était cultivée à l'époque. Le 7 décembre 1848, le quatrième canton de Heredia est créé, avec San Juan comme district fondateur.
En 1852, Horacio Morales a contribué à la construction de la première chapelle de San Juan, bien que de nombreux paroissiens se soient encore rendus à Santa Bárbara. En 1885, les filles bénéficient de la même éducation que les garçons, avec des écoles pour les deux.
San Juan a inauguré la première centrale hydroélectrique du canton en 1914 au niveau de la rivière Porrosatí qui sépare les districts de Santa Bárbara et de San Juan. Pendant le second mandat de Ricardo Jiménez Oreamuno, entre 1924 et 1928, des systèmes de distribution d'eau ont été installés à San Juan en utilisant l'eau de la rivière Potrerillos.

## Géographie
San Juan a une superficie de 4,75 km2 à une altitude de 1045 mètres.
Il a la plus basse altitude du canton. Elle se trouve directement au sud de la municipalité de Santa Bárbara, divisée en deux quartiers principaux: San Juan Arriba (Haut de San Juan) et San Juan Abajo (Bas de San Juan). En outre, il existe d'autres quartiers: Cinco Esquinas (Five Points), Villa Margarita, Tierra Santa (Terre Sainte), Calle Zapote (rue Zapote) et plusieurs voisinages. Les routes 123 et 119 passent par San Juan,.
La rivière Zanjón, la Quebrada la Claudia et la rivière Porrosatí traversent San Juan. Pendant la saison des pluies, San Juan est sujet aux inondations, comme ce fut le cas en mai 2014 lorsque plus de 100 maisons ont été touchées par des systèmes de drainage obstrués. Comme une grande partie du Costa Rica, San Juan fait partie d'une zone à haut risque, selon la Comisión Nacional de Prevención de Riesgos (Commission nationale de prévention des risques).

## Démographie
Pour le Recensement 2011, San Juan comptait une population de 7 662 habitants
| 1883 | 1892 | 1927 | 1950 | 1963 | 1973 | 1984 | 2000 | 2011 |
| ---- | ---- | ---- | ---- | ---- | ---- | ---- | ---- | ---- |
| 507  | 596  | 647  | 896  | 1352 | 1830 | 3502 | 6245 | 7662 |

## Économie
La principale activité économique de San Juan est la production agricole, en particulier le café. En 1973, 1 074 de café ont été produits à San Juan. En raison de la présence d'une scierie dans le district, une autre activité importante était la production de bois.
Il existe diverses entreprises commerciales à San Juan, notamment des restaurants et des dépanneurs,. Il existe une installation de transformation du café à San Juan qui dessert de nombreux agriculteurs locaux. San Juan est connu localement pour son restaurant ceviche près de sa place centrale.

## Administration
San Juan est desservi par la police de Heredia, Cependant, la première priorité du canton est de construire un poste de police dans le district.
Il y a une maison de retraite privée située dans le district, et Un EBAIS, Equipo Básico de Atención Integral en Salud (centre de soins médicaux de base), au service des résidents et des non-résidents du district.

## Éducation
Il existe deux écoles privées à San Juan: Colegio Bilingüe Nueva Esperanza (lycée bilingue New Hope), où 590 élèves ont admis en 2009, et Puente Verde (pont vert). Colegio Bilingüe Nueva Esperanza, fondée en 1993, été la première école technique privée du pays,. La principale école primaire publique est Tranquilino Saenz Rojas. Les étudiants de San Juan fréquentent habituellement le lycée Colegio Santa Bárbara, mais peuvent également aller aux lycées d' Alajuela. En 2012, la résidente Noelia Villalobos Solórzano a reçu le prix panaméen Rubén Darío pour son travail dans l'éducation.